# يزن الرويلي
يزن عبد الله الرويلي مواليد 19 مايو 2005 في السعودية، هو لاعب كرة قدم سعودي يلعب لنادي الحزم.

## مسيرة اللاعب
لعب في الفئات السنية في نادي العروبة وانتقل إلى نادي الحزم في عام 2023.